# Изенберг, Елисей
Елисей Изенберг — датский посол.
В 1572 году приезжал к Ивану Грозному с письмом от датского короля Фридерика, в котором тот уверял царя в неизменной дружбе, жаловался, что русские отнимают у норвежцев земли и места рыбной ловли, просил «опасной грамоты» для послов императора Максимилиана, ехавших в Москву. На это письмо Иван ответил 27 июля того же года. С Изенбрегом приезжал также гонец Магнуса, Каспар.